# Municipio de Benito Juárez (Guerrero)
El municipio de Benito Juárez es uno de los ochenta y cinco municipios del estado mexicano de Guerrero, los principales atractivos de este municipio son sus recursos naturales compuestos por ríos, lagunas y playas (playa paraíso escondido, el pez vela, el dorado, etc.), además de los huertos de coco, mango y otras frutas tropicales.

## Geografía

### Localización y extensión
El municipio de Benito Juárez se localiza en costa sur del estado de Guerrero, en la región geoeconómica de Costa Grande; se ubica entre las coordenadas geográficas: 17°0′ y 17°11′ de latitud norte y los 100°26′ y 100°34′ de longitud oeste respecto del meridiano de Greenwich. El municipio posee una extensión territorial total que cubre los 284.9 km² que a modo porcentual equivalen a un 0.45 % con respecto a la superficie total del estado.

### Límites municipales
Tiene límites administrativos con los siguientes municipios y/o accidentes geográficos, según su ubicación:
| Noroeste: Técpan de Galeana               | Norte: Atoyac de Álvarez |                                            |
| Oeste: Técpan de Galeana, Océano Pacífico |                          | Este: Atoyac de Álvarez, Coyuca de Benítez |
|                                           | Sur: Océano Pacífico     | Sureste: Coyuca de Benítez                 |

### Clima
El clima como cualquier población costeña es cálido húmedo con un promedio de 32 °C todo el año, la única época que baja un poco la temperatura entre 20 °C y 25 °C son las noches y madrugadas de los meses de diciembre, enero y principios de febrero, pero en general es un clima muy agradable debido a que hace calor pero llega un poco la brisa del mar y esto hace que el calor no sea bochornoso.

## Demografía
Según el II Conteo de Población y Vivienda de 2020 llevado a cabo por el Instituto Nacional de Estadística y Geografía (INEGI), el municipio de Benito Juárez contaba hasta ese entonces con un total de 15.442 habitantes, de ellos, 7.512 eran hombres y 7.930 eran mujeres. El municipio tiene un total de 12 localidades incluida la cabecera municipal, de ellas, solo la cabecera municipal supera los 2500 habitantes.

### Localidades
En el censo de 2020 el municipio de Benito Juárez contaba con 42 localidades.
| Código INEGI      | Localidad              | Población (2020) |
| ----------------- | ---------------------- | ---------------- |
| 120140001         | San Jerónimo de Juárez | 7 494            |
| 120140009         | Hacienda de Cabañas    | 1 985            |
| 120140003         | Arenal de Álvarez      | 1 406            |
| 120140018         | Las Tunas              | 1 387            |
| 120140004         | Arenal de Gómez        | 1 055            |
| Otras localidades | Otras localidades      | 2 115            |
| Total municipal   | Total municipal        | 15 442           |

## Economía
Las principales fuentes de ingreso del municipio en general son la agricultura, la ganadería y la pesca. En esta zona de Guerrero hay muy poco industria, aquí solo existe una fábrica que produce aceite de coco conocida como "La impulsora", anteriormente había otra fábrica "La Calahua" que fue cerrada por incumplimiento de los patrones con sus trabajadores, los cuales se pusieron en huelga (que nunca terminó), los dueños prefirieron cerrar la fábrica que pagarle a los empleados. Dentro de la agricultura destacan los cultivos de mango (de las variedades Ataulfo, Manila, etc.) que por su calidad es exportado a países como Estados Unidos y Canadá, así como el beneficio de la copra (coco).

## Relaciones Internacionales

### Hermanamientos
- Coyuca de Benitez, México (2022)[8]
- Tixtla, México (2022)[8][9]
- Panotla, México (2022)[10]